# Kurt Heißmeyer
Kurt Heißmeyer (né le 26 décembre 1905 à Lamspringe, province de Hanovre et mort le 29 août 1967 à Bautzen, Saxe, Allemagne) est un médecin ayant pratiqué des expérimentations médicales nazies sur des enfants à Neuengamme et à Auschwitz.

## Biographie
L'hypothèse de Kurt Heißmeyer était que l'injection du bacille de la tuberculose est une vaccination. Son expérimentation se base sur la théorie raciale nazie que la race joue un rôle dans le développement de la tuberculose.
Pour prouver sa théorie, il injecte des bacilli vivants de la tuberculose dans les poumons et dans la circulation sanguine de "Untermenschen" (sous-humains), de Juifs et de Slaves, qui pour les Nazis sont de race inférieure aux Allemands.

### L'expérimentation
Sa théorie fut expérimentée sur vingt enfants juifs, dix garçons et dix filles âgés de 5 à 12 ans dont une française, Jacqueline Morgenstern, et un français, Georges André Kohn, dans le camp de Neuengamme, près de Hambourg, entre novembre 1944 et avril 1945. Les enfants, qui venaient d’Auschwitz, s’étaient déclarés volontaires pour aller à Neuengamme après que le Dr Josef Mengele, qui lui aussi participait à des expériences médicales dans le camp, eut demandé à un groupe d'enfants prisonniers « qui voulait partir de là pour revoir sa mère ». Ils étaient tous accompagnés de quatre prisonnières adultes, trois polonaises et une hongroise, dont l'une fut assassinée dès son arrivée à Neuengamme. 
Ayant survécu à la guerre, une des accompagnatrices pendant le voyage, le médecin polonais Paula Trocki, a pu donner son témoignage:
Notre transport était escorté par des gardiens SS. Il y avait 20 enfants, trois infirmières et un médecin. Nous voyagions dans un wagon séparé, couplé à un train normal, un train pour des voyageurs ordinaires. Nous avons tous dû enlever de nos vêtements les étoiles de David pour ne pas attirer l'attention des passagers des autres wagons. Pour empêcher les gens de s'approcher de notre wagon, on avait dit qu'il transportait des personnes atteintes de la fièvre typhoïde.... la nourriture pendant le voyage était excellente, on nous a même servi du lait et du chocolat. Après deux jours de voyage, nous sommes arrivés à Neuengamme à dix heures du soir.

### Le massacre de Bullenhuser Damm
Kurt Heißmeyer  avait quitté Neungamme alors que les alliés étaient désormais aux portes de Hambourg ; le 7 avril 1945 le commandant du camp, Max Pauly, demanda par écrit au Reichssicherheitshauptamt (Office central de la sécurité du Reich) à Berlin ce qu'il fallait faire des prisonniers de la quatrième baraque, la « baraque des enfants ».
Berlin répondit le 20 avril que le service de recherche de Heissmeyer était « dissous ». 
Il devenait dès lors urgent de faire disparaitre toute trace de ce qui s'était passé dans le Camp de concentration de Neuengamme.
Les prisonniers scandinaves furent évacués, mais en raison de la présence de la Croix-Rouge suédoise dans le camp, il aurait été risqué de procéder sur place à l'élimination des 20 enfants infectés.
Il fut alors décidé de les transférer avec un camion du service postal à l'école de Bullenhuser Damm à Hambourg, avec les médecins français déportés, René Quenouille et Gabriel Florence, les deux infirmiers hollandais, Anton Holzel et Dirk Deutekom, et 14 prisonniers de guerre russes. C’était dans la nuit du 20 au 21 avril 1945, quelques jours avant la fin de la guerre.
Pour convaincre les enfants, encore tout ensommeillés (l'ainé n’avait que 12 ans), on leur raconta qu’on allait les conduire chez leurs parents. Trois SS (Wilhelm Dreimann, Heinrich Wieagen et Adolf Speck) montèrent dans le camion ; le médecin du camp (Alfred Trzebinski) s’assit à côté du conducteur (Hans Friedrich Petersen). Après un bref trajet, le camion arriva à l’extérieur du camp où les attendait Arnold Strippel, Obersturmführer des SS.
Dans le sous-sol de l'école on étrangla d’abord les deux médecins, les infirmiers et six prisonniers russes puis on s’occupa des vingt enfants ensommeillés et malades qui se soumirent docilement à une injection de morphine en croyant que c'était l'un des nombreux traitements subis dans le laboratoire du camp.
Lorsque la drogue eut fait son effet, ils furent pendus par le cou, « comme des tableaux sur les murs », à des crochets mis en place dans une pièce.
Le massacre se termina à l'aube avec l'assassinat de huit autres prisonniers russes. Les corps des enfants furent emportés dans le camp de Neuengamme et incinérés.

### Après la guerre
Malgré les enquêtes menées contre les médecins SS, aucun mandat d’arrêt ne fut diligenté contre Heißmeyer. Il retourna chez ses parents et travailla dans le cabinet de son père à Sandersleben. Il se sentait tellement en sécurité qu’il ouvrit sous son vrai nom dans la Gellertstraße à Magdebourg le seul cabinet privé spécialisé dans la tuberculose en RDA et il devint directeur d’une clinique privée de Magdebourg, la Magdeburger Klinik des Westens.
En 1959, un article du magazine Stern attira l’attention sur lui par hasard. Mais ce n’est que le 13 décembre 1963 qu’il fut arrêté.
Après la fin de la guerre, il avait enterré à Hohenlychen une boite dans laquelle étaient cachés ses travaux, ses croquis et ses documents personnels. Lorsqu’il fut établi que ces documents étaient accablants, il avoua. Le 21 juin 1966, après deux ans et demi de détention provisoire, son procès s’ouvrit devant le tribunal de district de Magdebourg, où il fut défendu par l’avocat Wolfgang Vogel. Convaincu de crimes contre l’humanité, il fut condamné à la prison à vie le 30 juin 1966 et commença à purger sa peine à Bautzen, mais il mourut d’une crise cardiaque au bout d’un an. Au cours de son procès, il déclara qu'il « ne pensait pas que les prisonniers du camp eussent la moindre valeur comme êtres humains" et, quand on lui demanda pourquoi il n'avait pas utilisé des cochons d’Inde comme cobayes pour ses expériences, il répondit : « Pour moi, il n'y avait aucune différence entre des êtres humains et des cochons d'Inde » puis, en se corrigeant immédiatement, « entre des Juifs et des cochons d’Inde »
La Fraternité étudiante Arminia de Marburg l’exclut à titre posthume de la fraternité à la mi-2001 pour ses crimes.